# Svenske Vestindiske Kompagni
Det Svenske Vestindiske Kompagni (sv:Svenska Västindiska Kompaniet) var et svensk handelskompagni som drev handel på Vestindien mellem 1786 og 1805 fra den svenske ø Saint-Barthélemy.
Kompagniet var et privat selskab med kongeligt monopol på al svensk handel via Saint-Barthélemy. Af told og afgifter gik tre fjerdedele til kompagniet, mens resten tilfaldt den svenske stat som afgift. Kompagniet var hovedaktøren i den svenske slavehandel og blev opløst, da Sverige afviklede denne.